# 年少輕狂 (殺手樂團歌曲)
年少輕狂是由來自拉斯維加斯的殺手樂團（The Killers）演唱的歌曲，收錄在2006年發行專輯《山姆小鎮》（Sam's Town）。歌曲本該專輯首支推出的單曲。這首歌目前是樂團最成功的單曲，在《告示牌》百强单曲榜排行榜上排名第14（僅有2004年的單曲Mr. Brightside在該榜單上以第10名超越這個成績），同時也是他們唯一一首登上美國當代搖滾榜（Modern Rock Tracks）第一名的單曲。同時這也是他們英國和澳大利亞排行成績最好的單曲，分別登上第2名與第10名。
這首歌曲代表殺手樂團的音樂開始走向「美式風格」，尤其是特別受到布魯斯·史普林斯汀的影響。本單曲獲得2007年葛萊美獎「最佳搖滾歌曲」提名，此外由安索尼·曼德勒（Anthony Mandler）執導的音樂錄影帶獲得「最佳短片音樂錄影帶」提名。這首單曲在網路音樂商店 iTunes Store 的2006年銷售排行榜上排名第69。

## 曲目列表

### 美國版本
- 宣傳單曲 ISLR16591-2[3]

1. When You Were Young（電台播放版本）

- 12" B000788411 / 6 02517 09586 1[4]

1. When You Were Young (Jacques Lu Cont's Thin White Duke Mix) - 6:23
2. When You Were Young (The Lindbergh Palace Remix) - 6:59
3. When You Were Young (Jacques Lu Cont's Thin White Duke Dub) - 6:23
4. When You Were Young (The Lindbergh Palace Dub) - 6:50

### 英國版本
- 7" 6 02517 06721 9

1. When You Were Young - 3:39
2. Where The White Boys Dance - 3:26

- CD 6 02517 07658 7

1. When You Were Young - 3:39
2. All The Pretty Faces - 4:44

### 歐洲版本
- 德國：

1. When You Were Young - 3:39
2. All The Pretty Faces - 4:44
3. When You Were Young（音樂錄影帶）

## 樂評
- Pitchfork Media [5]
- Stylus Magazine（5.17/10）[6]

## 排行榜名次
| 排行榜（2006年）       | 名次 |
| ---------------------- | ---- |
| 加拿大 BDS             | 1    |
| 美國當代搖滾榜         | 1    |
| 英國單曲榜             | 2    |
| 澳洲唱片工業協會單曲榜 | 10   |
| 美國告示牌熱門100      | 14   |
| 美國流行100            | 18   |
| 德國 Mega Top 50       | 25   |